# Bagan Timur
Bagan Timur is een bestuurslaag in het regentschap Rokan Hilir van de provincie Riau, Indonesië. Bagan Timur telt 7533 inwoners (volkstelling 2010).